# Ett rättfärdigt krig? eller Ett folkmord i Gulfen
Ett rättfärdigt krig? eller Ett folkmord i Gulfen är en svensk dokumentärfilm från 1992 i regi av Maj Wechselmann.
Filmen skildrar Gulfkriget ett år efter dess utbrott. Civilbefolkningens situationen står i fokus och studenter, läkare, militärer och andra irakier berättar om kriget och dess följder. Filmen handlar också om krigsförbrytelser som ska ha begåtts under konflikten.
Filmen mottogs positivt av kritikerkåren. Den utlöste även en debatt där Maria Bergom-Larsson anklagade Sveriges Television för att i sin nyhetsrapportering okritiskt ha visat den officiella amerikanska versionen av kriget, samtidigt som man tackat nej till att visa Wechselmanns film. SVT avfärdarde dock kritiken och menade att man visat flera inslag som varit kritiska till kriget.

### Fotnoter
1. 1 2 3  ”Ett rättfärdigt krig? eller Ett folkmord i Gulfen”. Svensk Filmdatabas. http://www.sfi.se/sv/svensk-filmdatabas/Item/?itemid=16267&type=MOVIE&iv=Basic&ref=/templates/SwedishFilmSearchResult.aspx?id%3d1225%26epslanguage%3dsv%26searchword%3dett+r%C3%A4ttf%C3%A4rdigt+krig%26type%3dMovieTitle%26match%3dBegin%26page%3d1%26prom%3dFalse. Läst 27 maj 2013.